# Las Peñas, Sultepec
Las Peñas är en ort i kommunen Sultepec i delstaten Mexiko i Mexiko. Samhället hade 192 invånare vid folkräkningen 2020.